# Rauiella teretiuscula
Rauiella teretiuscula är en bladmossart som beskrevs av Roelof J.van der Wijk och Margadant 1962. Rauiella teretiuscula ingår i släktet Rauiella och familjen Thuidiaceae. Inga underarter finns listade i Catalogue of Life.